# ジャン＝フィリップ・ロワ・ド・シェゾー
ジャン＝フィリップ・ロワ・ド・シェゾー（Jean-Philippe Loys [Loÿs] de Cheseaux, 発音：/ʒɑ̃ filip lois də ʃezo/、1718年5月4日ローザンヌ–1751年11月30日パリ）は、スイスの天文学者である。
1743年から1744年にかけて現れたクリンケンベルフ彗星に関する報告などで知られる。
また、十分広大な空間を持つ宇宙では夜空が暗いことには説明が必要であることを指摘したオルバースのパラドックスを現在知られる形で定式化した。
Loys de Cheseaux がシェゾー＝シュル＝ローザンヌ (英語版：Cheseaux-sur-Lausanne) 領主のロイス家 (仏語版：famille de Loys) を意味する姓に当たるものだが、ほとんどの場合、シェゾーまたはド・シェゾーとして引用される。

## 略歴
スイス・ローザンヌ近郊のシェゾー＝シュル＝ローザンヌの領主権を持つ父ポール＝エティエン・ロイス・ド・シェゾー (Paul-Etienne Loys de Cheseaux) と母エスティエン＝ジュディット・ド・クルーザ (Estienne-Judith de Crousaz) との間に生まれ、1718年5月4日に洗礼を受けた。
母方の祖父は『美論』(Traité du Beau) などで知られる哲学者・数学者のジャン＝ピエール・ド・クルーザ (英語版：Jean-Pierre de Crousaz, 1663–1751) であり、祖父がシェゾーの教育を取り仕切った。
シェゾーは幼少期から神童ぶりを発揮し、外国語のほか、数学・幾何学や天文学に特に興味を示した。
1735年、17歳のときに著した『物理学小論』(Essais de physique, パリで1743年に出版) の内容は高く評価され、出版後には声明を出して祖父が関与した疑惑を払拭せねばならないほどだった。
1736年に父親が所有するシェゾー＝シュル＝ローザンヌの城の敷地内に天文台を設置し、これは後の彗星などの観測における拠点となった。
しかし病弱であった彼は、同じ年に重病を患い、1741年まで継続的な研究は中断することになった。
1742年からは、ローザンヌに留学中のドイツ・リッペ伯ジーモン・アウグストが主催する文学協会に父親とともに参加し、暦・天文学をはじめ多様なテーマで報告を行った。

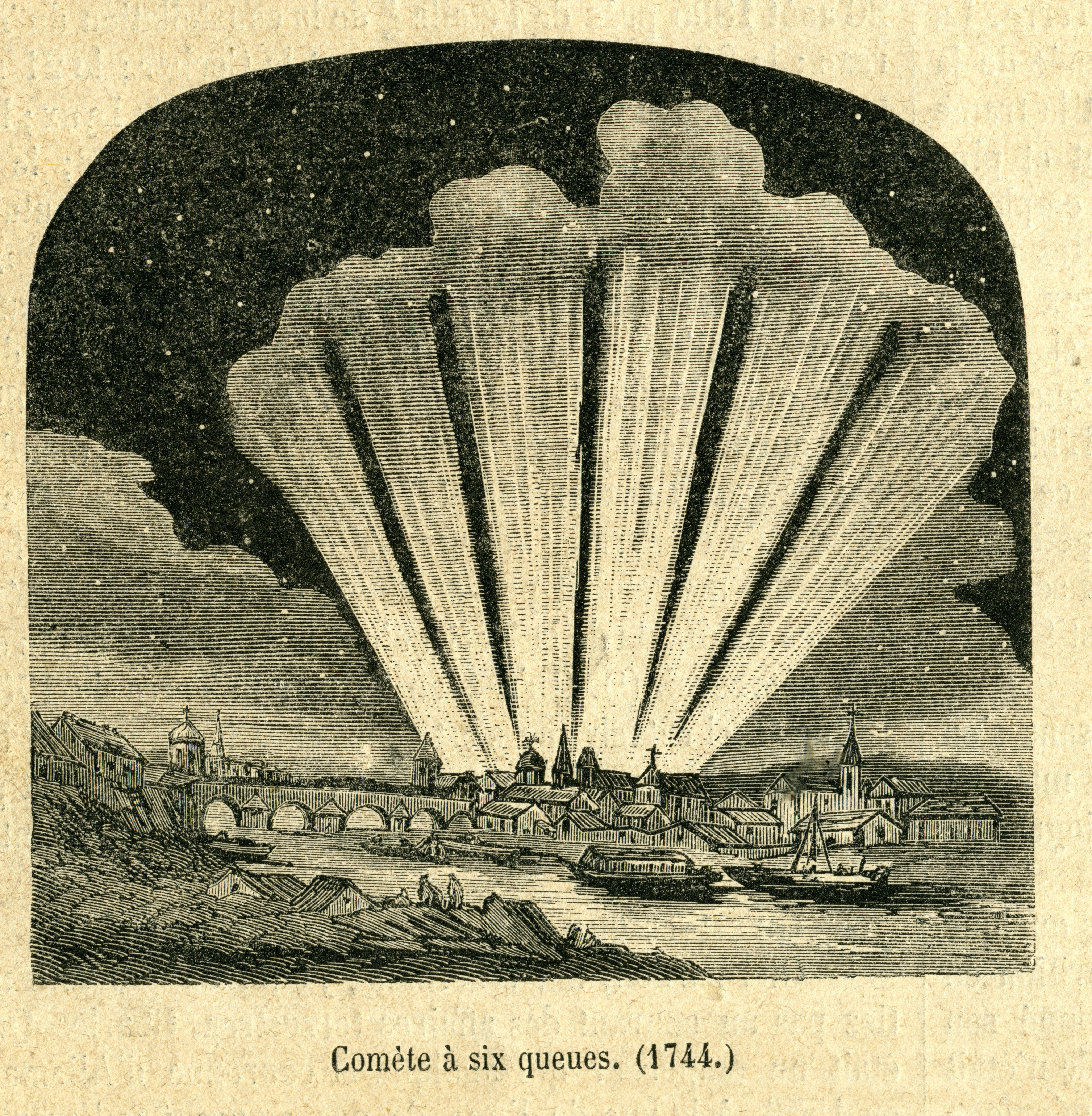
雑誌『ピトレスク』に掲載された6本の尾をもつ1744年の大彗星の挿絵。

1743年12月、シェゾーは自身の天文台で4等級の明るさの新たな彗星を独立に発見し、その位置を精密に追いかけた。
この彗星は翌年3月になるまでに最大で−3等級から−7等級となったと推定され、日中でも見ることができた大彗星となった。太陽に最接近後の3月には、明け方、地平線にコマが昇る前に6本の巨大な尾をなびかせる印象的な姿を見せた。
この様子やシェゾーにより求められた軌道は、1744年に出版された著作『1743年12月および1744年1月、2月、3月に出現した彗星の論考』(Traité de la Comète qui a Paru en Décembre 1743 & en Janvier, Février & Mars 1744, 以下『彗星論』) で詳細に報告された。 
この彗星は、先んじて発見したオランダのディルク・クリンケンベルフ（英語版：Dirk Klinkenberg）の名をとったクリンケンベルフ彗星 (C/1743 X1) との名の他に、シェゾーによる詳細な報告からシェゾー彗星、クリンケンベルフ＝シェゾー彗星とも呼ばれる。
『彗星論』には多様なテーマを扱った8つの付録が含まれ、そのうち「光の強さとエーテル内での伝播、そして恒星までの距離について」(Sur la force de la Lumiére & sa propagation dans l’Ether, & sur la distance des Etoiles fixes) と題された論考では、いわゆるオルバースのパラドックスを論じていた。
これはオルバースがそれを論じた1823年の論文に79年先んじていた。
ここでは地球から見た見かけの星の大きさは距離の2乗に逆比例する一方、一定の距離の層に含まれる星の数が距離の2乗で増え、両者が相殺することを指摘し、ここから、天球の大きさと太陽の見かけの大きさとの比より、夜空が太陽のおよそ9万倍の明るさとならねばならないと帰結した。
これによって、シェゾーはパラドックスを初めて明確に定式化し、現実の夜空の暗さには何某かの説明が必要とされることを示した。
シェゾーは、
この帰結と経験との極めて大きな食い違いは、恒星天が無限ではなく実際には私が想像する有限の大きさよりもはるかに小さいか、あるいは光の明るさが距離の逆2乗よりも速く減少することを示している。後者の過程がかなりもっともらしく、それは光をごく僅かに遮ることのできる流体で星々の空間が満たされていることだけを必要とする。—『彗星論』p.225.
とし、宇宙空間を満たしていると考えられていたエーテルがわずかに光を吸収するという解決がもっともらしいとした。
現在では、むしろシェゾーが上げた前者の解答が正しかったことがわかっている。（詳細はオルバースのパラドックスを参照）
| 名称 | 種類・通称 | 発見年         |
| ---- | ---------- | -------------- |
| M71  | 球状星団   | 1745年か1746年 |
| M25  | 散開星団   | 1745年         |
| M4   | 球状星団   | 1746年         |
| M16  | わし星雲   | 1746年         |
| M17  | オメガ星雲 | 1746年         |
| M35  | 散開星団   | 1746年         |

1746年には別の彗星 (C/1746 P1) も発見し、また彗星探索中に自ら発見した8つの新しい星団・星雲の表をフランス科学アカデミーに提出した。この表は1759年にギヨーム・ル・ジャンティによって記録され、1892年にギヨーム・ビゴルダンによって出版された。
『彗星論』と、1748年の論文「彗星軌道の位置を計算する新しい方法」(Nouvelles méthodes de calculer la position des orbites des comètes) とによって天文学者としての名声を得たシェゾーは、1747年以降、パリ、サンクトペテルブルク、ゲッティンゲン、ストックホルム各科学アカデミーやロンドン王立協会の正会員を務めた。
しかし、シェゾーは1747年以降、天体観測を行わなくなり、代わりに聖書の出来事を天文学的に研究する仕事に没頭するようになった。ダニエル書の記述にある天文現象をもとにイエス・キリストの処刑の日に起こったと考えた日食を同定しようとした。この研究はシェゾーの死後1754年に『死後の回顧録』 (Mémoires posthumes de Monsieur Jean Philippe Loys de Cheseaux) の中で発表された。
さらにシェゾーは、黙示録の特定の箇所やイザヤ書に記された「主の若枝」がフランスのプロテスタントを再興させる王子の到来を意味するとして、それを1749年の秋分であるとした。
しかし、1749年の秋分の日を過ぎてもこの予言を正当化するようなものは何も起きなかった。
1751年、友人らの勧誘を受け、シェゾーはパリへと赴くこととした。
しかしこれはシェゾー最後の旅行となった。パリに到着して数週のうちにシェゾーは病魔に冒され、そのまま回復することなく1751年11月30日朝33年の生涯を閉じた。